# 潮田江次

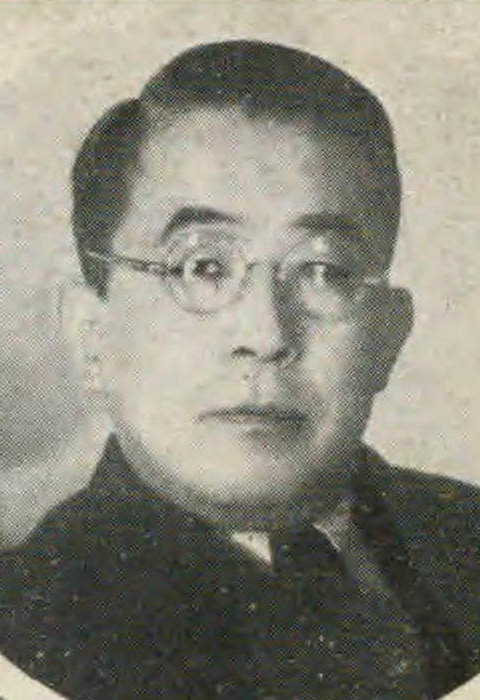
潮田 江次

潮田 江次（うしおだ こうじ、1901年（明治34年）6月9日 - 1969年（昭和44年）5月9日）は日本の政治学者。慶應義塾創立者福澤諭吉の孫で慶應義塾長、日本政治学会初代理事、第3代理事長を歴任。「政治概念論争」の口火をきったことで知られる。

## 経歴
1901年（明治34年）東京で、芝浦製作所技師・潮田伝五郎の次男として生まれる。福澤諭吉の五女光を母とする。つまり、福澤の孫にあたる。
慶應義塾幼稚舎から普通部を経て、1922年（大正11年）3月法学部政治学科第2学年を修了したのち、アメリカのコーネル大学に留学し、1923年（大正12年）7月帰国、1924年（大正13年）4月から法学部で教鞭をとった。
1925年（大正14年）7月から1929年（昭和4年）10月までは政治学研究のため、英独に留学し、1930年（昭和5年）4月に助教授、1932年（昭和7年）4月には教授兼高等部教員となり、1946年（昭和21年）3月、大学法学部長に就任。ついで、1947年（昭和22年）1月には塾長（兼大学学長）にえらばれ、1956年（昭和31年）6月までの約10年間、2期半にわたってその任をつとめた。もっとも、その間1956年（昭和31年）1月に大学学長はこれを辞し、さらに、同年6月塾長辞任後は教授に復帰した。
他方、1947年（昭和22年）1月から1948年（昭和23年）8月までは慶應義塾獣医畜産専門学校（現慶應義塾志木高等学校）校長を兼任していた。
1956年（昭和31年）8月、学事顧問となる。1969年（昭和44年）5月9日死去、67歳没。

## 親族
- 父親の潮田伝五郎（1868-1902）は、信州飯田藩士・潮田健次郎の子に生まれ、大学予備門、第一高等中学校を経て東京帝国大学電気工学科を卒業後逓信省に入り、電気試験所を経て横浜電話交換局長を務め、1893年に退官して芝浦製作所電気部長となり、米国視察を経て同社にて東京市街鉄道の設計に尽力した[1]。
- 父方の祖母・潮田千勢子（1844－1903）は、飯田藩侍医・丸山龍眠の次女として江戸藩邸で生まれ、潮田健次郎と結婚して3男2女をもうけ、1882年（明治15）キリスト教受洗、1883年夫と死別し、翌1884年子女とともに上京、桜井女学校附属保母科および横浜聖純女学校を卒業し、幼児保育や伝道師として活躍した[2]。1886年東京婦人矯風会設立に参与し、公娼制廃止、女子授産場開設など社会事業に従事し、1897年に同会会頭に就任、足尾銅山鉱毒事件では鉱毒地救済婦人会を組織して救済活動に専念した[2]。
- 母の光は福沢諭吉の五女。
- 兄の潮田勢吉もコーネル大学に学んだ工学士で三菱内燃機技師。妻は伯爵林董の長男で東洋織布社長・富士紡績取締役の林雅之助の長女ラク（学習院女学部卒）[3][4]。ラクの弟は三菱財閥岩崎家の婿養子となった岩崎忠雄。
- 姉の濤の夫・荘田雅雄は荘田平五郎の三男で、日本郵船常務・南洋海運社長などを務めた。
- 叔母・恵美の夫・関根要八は青山学院理事長、日本鋳造社長のほか、東洋汽船、帝国ホテルの重役を務め、日本基督教団矢吹教会の創立者でもあった[5][6][7]。

## 人物
潮田江次は友人の戸沢鉄彦（名古屋大学教授）と、G. D. H. Coleの政治的多元主義を巡って、頻繁に「政治概念論争」を引き起こしたことは有名である。

## 著書
- 『政治の概念』慶應出版社、1944年3月。 NCID BN0499297X。全国書誌番号:46008573 全国書誌番号:60008926。
- 『主権と民主政治』泉文堂、1949年3月。 NCID BN11892374。全国書誌番号:46008574 全国書誌番号:48001128。
- 多田真鋤編 編『政治哲学講義』慶應通信、1969年6月。 NCID BA39682478。